# Der Handel
Der Handel ist ein Wirtschaftsmagazin für die Handelsbranche, das gemeinsam mit dem Nachrichtenportal Etailment beim Deutschen Fachverlag in Frankfurt am Main erscheint.

## Geschichte
Die Zeitschrift geht auf das Deutsche Fachzeitschriften-Magazin (später: DFZ-Wirtschaftsmagazin) zurück, das ab 1972 verschiedenen Publikationen des Deutschen Fachverlags beilag. Ab 1991 erscheint es unter dem Titel Der Handel, nachdem der Deutsche Fachverlag die gleichnamige Zeitschrift des Ostberliner Verlags Die Wirtschaft übernommen hatte. Das ursprüngliche Monatsblatt erscheint seit 2019 zehnmal und seit 2021 sechsmal jährlich.

## Vertrieb und Reichweite
Der Handel hat eine verkaufte Auflage von 50.837 Exemplaren (gedruckt und digital) und nahm bis 2020 an der Leseranalyse Entscheidungsträger in Wirtschaft und Verwaltung teil. Die verkaufte Auflage ist seit 1998 um 33,4 Prozent gesunken.
Das Nachrichtenportal etailment.de ist nach Verlagsaussagen stärker auf den Onlinehandel ausgerichtet. Nach Angaben der IVW verzeichnete es im Januar 2022 insgesamt 89.309 Unique Visits und 151.587 Seitenabrufe.